# トゥナイト (アルバム)
『トゥナイト』（原題：TONIGHT）は、イギリスのミュージシャンであるデヴィッド・ボウイの15枚目のアルバム。
1984年9月24日にEMIよりリリースされた。
その後、1995年にヴァージン・レコードより再リリースされており、その際ボーナストラックとして3曲が追加収録されている。

## 解説
先行シングルとして大ヒットした「ブルー・ジーン」や、ティナ・ターナーとのデュエットである表題曲「トゥナイト」を含む全9曲。音楽的には前作『レッツ・ダンス』の延長線上にあると言える。
「神のみぞ知る」、「アイ・キープ・フォゲッティング」といったカヴァー曲や、ボウイとイギー・ポップが以前共作した曲のセルフ・カヴァーが目立ち、純粋なオリジナル新曲は少ない。
イギリスではチャート1位を獲得し、『スケアリー・モンスターズ』から3作連続での首位獲得となった。アメリカでもプラチナ・ディスクに認定されるなど、前作の勢いそのままに世界各国でヒットを記録した。

## 収録曲
| #  | タイトル                                                     | 作詞・作曲                                             | 時間 |
| -- | ------------------------------------------------------------ | ------------------------------------------------------ | ---- |
| 1. | 「ラヴィング・ジ・エイリアン」(Loving the Alien)             | デヴィッド・ボウイ                                     | 7:11 |
| 2. | 「ドント・ルック・ダウン」(Don't Look Down)                  | イギー・ポップ、ジェームス・ウィリアムソン             | 4:11 |
| 3. | 「ゴッド・オンリー・ノウズ（神のみぞ知る）」(God Only Knows) | 作詞：トニー・アッシャー／作曲：ブライアン・ウィルソン | 3:08 |
| 4. | 「トゥナイト」(Tonight)                                      | デヴィッド・ボウイ、イギー・ポップ                     | 3:46 |

| #         | タイトル                                                              | 作詞・作曲                                             | 時間  |
| --------- | --------------------------------------------------------------------- | ------------------------------------------------------ | ----- |
| 5.        | 「ネイバーフッド・スレット」(Neighborhood Threat)                     | デヴィッド・ボウイ、イギー・ポップ                     | 3:12  |
| 6.        | 「ブルー・ジーン」(Blue Jean)                                         | デヴィッド・ボウイ                                     | 3:11  |
| 7.        | 「タンブル・アンド・トゥワール」(Tumble and Twirl)                    | デヴィッド・ボウイ、イギー・ポップ                     | 5:00  |
| 8.        | 「アイ・キープ・フォーゲッティング」(I Keep Forgettin')               | ジェリー・リーバー、マイク・ストーラー                 | 2:34  |
| 9.        | 「ダンシング・ウィズ・ザ・ビッグボーイズ」(Dancing with the Big Boys) | カルロス・アロマー、デヴィッド・ボウイ、イギー・ポップ | 3:34  |
| 合計時間: | 合計時間:                                                             | 合計時間:                                              | 36:01 |

| #   | タイトル                                                | 作詞・作曲                                           | 時間 |
| --- | ------------------------------------------------------- | ---------------------------------------------------- | ---- |
| 10. | 「ディス・イズ・ノット・アメリカ」(This Is Not America) | デヴィッド・ボウイ、パット・メセニー、ライル・メイズ | 3:51 |
| 11. | 「世界が崩れる時」(As the World Falls Down)             | デヴィッド・ボウイ                                   | 4:46 |
| 12. | 「ビギナーズ」(Absolute Beginners)                      | デヴィッド・ボウイ                                   | 8:00 |

## 曲解説

### A面
1. ラヴィング・ジ・エイリアン - LOVING THE ALIEN
2. ドント・ルック・ダウン - DON'T LOOK DOWN
3. ゴッド・オンリー・ノウズ（神のみぞ知る） - GOD ONLY KNOWS
4. トゥナイト - TONIGHT
ティナ・ターナーとのデュエットとなっている。

### B面
1. ネイバーフッド・スレット - NEIGHBORHOOD THREAT
2. ブルー・ジーン - BLUE JEAN
3. タンブル・アンド・トゥワール - TUMBLE AND TWIRL
4. アイ・キープ・フォーゲッティング - I KEEP FORGETTING
5. ダンシング・ウィズ・ザ・ビッグボーイズ - DANCING WITH THE BIG BOYS
イギー・ポップが参加している。

### ボーナストラック
1. ディス・イズ・ノット・アメリカ - THIS IS NOT AMERICA
1985年に公開された映画『コードネームはファルコン』のメインテーマ。アメリカのジャズ・フュージョン・バンドであるパット・メセニー・グループとの共演作品。
2. 世界が崩れる時 - AS THE WORLD FALLS DOWN
1986年公開のボウイ自身が出演した映画『ラビリンス/魔王の迷宮』の挿入歌として使用された。
3. アブソリュート・ビギナーズ - ABSOLUTE BEGINNERS
1986年公開のボウイ自身が出演した同名映画のメインテーマとして使用された。ベストアルバムで良く聞かれるシングルバージョンではイントロとエンディングを大幅にカットしているが、ここでは8分にも及ぶ全長版が収録されている。

## 参加ミュージシャン
- デヴィッド・ボウイ - ボーカル、キーボード
- カルロス・アロマー - ギター
- デレク・ブランブル - ベース、ギター、シンセサイザー
- カーマイン・ロジャス - ベース
- サミー・フィゲロア - パーカッション
- オマー・ハキム - ドラムス
- ガイ・セント＝オンジュ - マリンバ
- ロビン・クラーク - バッキング・ボーカル
- ジョージ・シムス - バッキング・ボーカル
- カーチス・キング - バッキング・ボーカル
- ティナ・ターナー - ボーカル（「トゥナイト」のみ）
- イギー・ポップ - ボーカル（「ダンシング・ウィズ・ザ・ビッグボーイズ」のみ）
- マーク・ペンダー - トランペット、フリューゲルホルン
- スタンレー・ハリソン - アルトサックス、テナーサックス
- スティーヴ・エルソン - バリトンサックス
- レニー・ピケット - テナーサックス、クラリネット